# Detektor lampowy
Detektor lampowy – układ elektryczny wykorzystujący lampy elektronowe do detekcji (wydzielenia właściwej informacji z fali nośnej) sygnałów elektrycznych.
Detekcja AM następuje za pomocą diod detekcyjnych w diodowych detektorach szeregowych i równoległych, lub z wykorzystaniem lamp wzmacniających (triod, tetrod, pentod itp). w detektorach reakcyjnych (audionach) lub detektorach siatkowych, anodowych czy katodowych.
Do detekcji FM wykorzystywane są diody w detektorach stosunku lub specjalna lampa - ennoda w detektorze iloczynowym.